# Ponoć je
Ponoć je 11. je album pjevačice Nede Ukraden izdan 1988.
godine za zagrebačku diskografsku kuću Jugoton (današnja Croatia Records) i to kao LP ploča i kazeta.

## Popis pjesama

### A strana
- A1. Ponoć je
- A2. O mama, mama
- A3. Vino piju
- A4. Još me jednom zagrli (duet Vlado Kalember)
- A5. Nije tebi do mene

### B strana
- B1. Svatovi
- B2. Adio ljubavi
- B3. Oči nevjerne
- B4. Dragi mi se ženi
- B5. Oproštaj

## O albumu
Iako je izašao iste godine kad i njegov prethodnik, album je nadmašio sva očekivanja kritike i publike te je prodan u 450.000 primjeraka. Osvojio je titulu dvostrukog dijamantnog albuma. Od pjesama na albumu posebno se ističe duet s Vladom Kalemberom Još me jednom zagrli, kao i pjesme Dragi mi se ženi te Svatovi koje su 2010. godine doživjela remake izdanje na kompilaciji Radujte se prijatelji.

## Suradnici
- Kompozitor - Đorđe Novković
- Ton majstor - Hrvoje Hegedušić i Hrvoje Grčević
- Izvršni producent - Mirsad A. Imamović
- Tekstopisci - Marina Tucaković (pjesme: od A1 od A3, od B1 od B3 te B5), Željko Sabol (pjesma B4), Željko Krznarić (pjesma A4)
- Producent i aranžer - Mato Došen

## Vanjske poveznice
- Album "Ponoć je" na www.discogs.com